# モンゴルフィエ (小惑星)
モンゴルフィエ (5864 Montgolfier) は小惑星帯に位置する小惑星である。ローウェル天文台でノーマン・G・トーマスが発見した。
熱気球を発明し、世界で初の有人飛行を行ったフランスのモンゴルフィエ兄弟から命名された。